# Triplarina calophylla
Triplarina calophylla är en myrtenväxtart som beskrevs av Anthony R. Bean. Triplarina calophylla ingår i släktet Triplarina och familjen myrtenväxter. Inga underarter finns listade i Catalogue of Life.